# Saison 1 du Muppet Show
— Saison 2 du Muppet Show
Cet article présente la liste officielle des 24 épisodes de la première saison du Muppet Show, diffusée courant 1976-1977 aux États-Unis.
Cette liste est différente de la date de première diffusion des épisodes sur NBC.

## Épisode 1: Juliet Prowse
- Personnalité invitée : Juliet Prowse (actrice et danseuse sud-africaine, 1936-1996).
- Date de première diffusion : 16 janvier 1977.
- Liste des séquences : 
  - Dans les coulisses : Scooter tente de convaincre Kermit de lui laisser faire un numéro avec le chien Muppy.
  - Chanson : Mahna Mahna, d'après Piero Umiliani et Alessandro Alessandroni, interprétée par trois créatures bizarres.
  - Gonzo tente de manger un pneu sur l'air du Vol du bourdon. Le public le hue.
  - Juliet Prowse danse un morceau de danse classique, Solace, de Scott Joplin, accompagnée par d'étranges gazelles muppets.
  - Sur la piste de danse (les Muppets dansent en tenant des propos humoristiques).
  - Rowlf, le chien pianiste : « Moi et Georges » (monologue et chanson).
  - Discussion (Talk Spot) entre Juliet Prowse et Kermit.
  - « Kid Fozzie » au saloon : L'attaque aux cornichons.
  - Chanson et danse de Scooter et de Fozzie.
  - Chanson de la chorale muppet : (en) Temptation. Miss Piggy termine en embrassant goulûment Kermit.

## Épisode 2: Connie Stevens
- Personnalité invitée : Connie Stevens (actrice et chanteuse américaine, 1938-…).
- Date de première diffusion : 12 février 1977.
- Liste des séquences :
- En coulisses : les Muppets brocardent l'ours en peluche que le bizarroïde Gonzo trimbale partout avec lui. L'ours Fozzie, qui entend leurs conversations, est mortifié, car il croit que c'est de lui qu'on parle. 
  - Kermit chante une version personnelle de Lydia the Tattooed Lady (en).
  - Cuisinier suédois : Confectionner des boulettes de viande.
  - Conversation en coulisses entre Kermit et Connie Stevens.
  - Connie Stevens, accompagnée par les monstres Mutations, chante (en) A Teenager in Love.
  - Sur la piste de danse.
  - Chanson de jazz : Ain't Misbehavin’.
  - Connie Stevens chante (They Long to Be) Close to You.
  - Chanson/Musique de jazz : Sax and Violence.
  - Interlude de Gonzo : Faire pousser un plant de tomate sur l'Ouverture solennelle 1812.
  - Flash d'information muppet (5 secondes).
  - Sketch des personnages d'Ernest et Bart, de Sesame Street, invités d'honneur de l'épisode.
  - Connie Stevens danse avec Bart sur la musique de Some Enchanted Evening.

## Épisode 3: Joel Grey
- Personnalité invitée : Joel Grey (acteur, chanteur et danseur américain, 1932-…).
- Date de première diffusion : 5 septembre 1976.
- Liste des séquences : 
  - Chanson : Comedy Tonight (sur l'air de A Funny Thing Happened on the Way to the Forum), dans un décor de maison hantée, avec des monstres et des truands.
  - Dans les coulisses : Fozzie se dit capable de faire des calembours sur n'importe quel sujet.
  - Sur la piste de danse.
  - Joel Grey chante Willkommen d'après la comédie musicale Cabaret.
  - Fozzie répète son numéro de calembour sur n'importe quel sujet devant Hilda l'habilleuse.
  - Interview de Joel Grey par Kermit.
  - Chanson : Pachalafaka.
  - Wayne et Wanda chantent "Stormy Weather".
  - Intermède avec Joel Grey et Gonzo.
  - Fozzie, sur scène, déclare être capable de faire des calembours sur n'importe quel sujet.
  - Sketch avec Rowlf, Piggy, le chien Baskerville Hound et le monstre Gorgon Heap : Sherlock Holmes et l'Avaleur de preuves.
  - Numéro de Gonzo : Détruire une voiture de collection.
  - Joel Grey chante Razzle Dazzle d'après la comédie musicale Chicago.

## Épisode 4: Ruth Buzzi
- Personnalité invitée : Ruth Buzzi (actrice américaine, 1936-…).
- Date de première diffusion : 9 octobre 1976.
- Liste des séquences :
- Chanson : Sunny.
- En coulisses : Scooter présente à Kermit son clone-robot. 
  - Sur la piste de danse.
  - Dans les coulisses : discussion entre Kermit et son clone-robot.
  - Wayne et Wanda chantent Row, Row, Row.
  - Flash d'information Muppet : L'océan Atlantique a été enlevé (poisson d'avril).
  - Ruth Buzzi chante Can't Take My Eyes Off You en compagnie du gros monstre Sweetums.
  - Rowlf chante : Je n'ai jamais fait de mal aux oignons.
  - Entretien de Kermit et Ruth Buzzi sur la diététique.
  - Sketch de Fozzie : J'arrive à faire rire.
  - Sketch avec Ruth Buzzi : Interrogée par ses geôliers, Ruth Buzzi révèle tout ce qu'elle sait, et même un peu trop.
  - Dans les coulisses : Miss Piggy croise le robot-clone de Kermit qui la courtise.
  - Chanson : You Can't Rollerskate in a Buffalo Herd.
  - Débat entre Muppets et Ruth Buzzi : Le corps humain sert-il à quelque chose ?.

## Épisode 5: Rita Moreno
- Personnalité invitée : Rita Moreno (actrice portoricaine, 1931-…).
- Date de première diffusion : 18 septembre 1976.
- Rita Moreno parodie son image de Latino combative et se bat avec les Muppets.
- Liste des séquences : 
  - Danse dans un saloon : French Tango avec bagarre entre Rita Moreno et un Muppet grande taille sur l'air de "Adios Muchachos" ("I Get Ideas").
  - Dans les coulisses : Fozzie répond au téléphone (comique de répétition). (1).
  - Les vétérinaires à l'hôpital : Dr Bob opère Fozzy.
  - Dans les coulisses : Fozzie répond au téléphone (2).
  - Flash d'information Muppet : « un poulet a été embauché dans le ballet de Copenhague ».
  - Cuisinier suédois : le Chef fait des crêpes.
  - Dans les coulisses : Fozzie répond au téléphone (3).
  - Sur la piste de danse : un requin rôde sur la piste.
  - Chanson : « De Hyères à Denain » ("To Morrow").
  - Sketch et musique : Lady of Spain (en) par Marvin Suggs et ses Muppaphones.
  - Grand débat avec Rita Moreno et d'autres Muppets : La conversation est-elle un art qui se meurt ?. Rita se bagarre avec Miss Piggy.
  - Dans les coulisses : Fozzie répond au téléphone (4).
  - Flash d'information Muppet : Il n'y a pas de dernières nouvelles (5 secondes).
  - Bavardage de Kermit avec Rita Moreno ; arrivée du gros monstre Sweetums qui enlève Rita.
  - Wayne et Wanda : Goody Goody (10 secondes).
  - Monologue de Fozzie : Statler : Tu me rappelles Charlton Heston. Fozzie : Charlton Heston ne fait pas de plaisanteries. Statler : Et alors ?
  - Dans les coulisses : comique de répétition avec un téléphone (5).
  - Chanson de Rita Moreno : Fever. Animal, le batteur fou, perturbe Rita, qui lui écrase violemment la tête entre deux cymbales.

## Épisode 6: Jim Nabors
- Personnalité invitée : Jim Nabors (acteur et chanteur américain, 1930-2017).
- Date de première diffusion : 25 septembre 1976.
- Liste des séquences : 
  - Chanson : « Donne-moi du fric » par Dr Dent.
  - Dans les coulisses : Premier jour de travail de Scooter.
  - Flash d'information Muppet : Il a regardé dans le canon de son fusil.
  - Dans les coulisses : Kermit, Scooter et Georges, le concierge du théâtre.
  - Sur la piste de danse.
  - Rowlf chante Une vie de chien.
  - Conversation entre Jim Nabors, Kermit et Miss Piggy.
  - Dans les coulisses : conversation entre Kermit et Fozzie.
  - Wayne et Wanda : Indian Love Call, tiré de l'opérette (en) Rose-Marie.
  - Blagues de Fozzie, discussion entre Fozzie et les deux vieillards du balcon, Statler et Waldorf.
  - Sketch avec Jim Nabors : Nabors policier au commissariat (avec Rowlf).
  - Dans les coulisses : conversation entre Scooter et Fozzy.
  - Chanson de Jim Nabors : (en) Thank God I'm a Country Boy.

## Épisode 7: Florence Henderson
- Personnalité invitée : Florence Henderson (actrice américaine, 1934-2016).
- Date de première diffusion : 13 novembre 1976.
- Episode centré sur les relations entre Kermit et Miss Piggy.
- Liste des séquences : 
  - Les frères Caoutchoucos.
  - Dans les coulisses : Georges, le concierge, râle toujours.
  - Les Maisons (Talking Houses).
  - Chanson de Florence Henderson : (en) Elusive Butterfly.
  - Dans les coulisses : Piggy amoureuse de Kermit (1).
  - Sur la piste de danse : la jeune femme à la voix de stentor annonce "discrètement" ses fiançailles.
  - Bavardage entre Florence Henderson, Kermit et Piggy.
  - Chanson de Rowlf : « Am Stram Gram ».
  - Grand débat : Est-ce que le grand Shakespeare était Francis Bacon ? (calembour sur le bacon, qui rend Miss Piggy furieuse).
  - Dans les coulisses : Piggy amoureuse de Kermit (2).
  - Les imitations de Fozzie : « T'as de beaux yeux, tu sais ».
  - Chanson de Florence Henderson : Happy Together.
  - Dans les coulisses : Piggy amoureuse de Kermit (3).
  - Le gros monstre Sweetums tombe (littéralement) aux pieds de Florence Henderson.
  - Sketch de Kermit : Sur la planète Krac-Hue-Boum.

## Épisode 8: Paul Williams
- Personnalité invitée : Paul Williams (auteur-compositeur, interprète et acteur américain, 1940-…).
- Date de première diffusion : 23 octobre 1976
- Liste des séquences : 
  - Dans les coulisses : Fozzie et Scooter : le sketch du poteau télégraphique.
  - Chanson de Paul Williams : An Old Fashioned Love Song.
  - Laboratoire muppet : « L'Attendrisseur ».
  - Poésie sur le silence, récitée par Rowlf, mais perturbée par des Muppets qui font du bruit.
  - Sketch de Paul Williams, avec les monstres géants.
  - Fozzie : « Je suis un poteau télégraphique » (1).
  - Sur la piste de danse.
  - Chanson de la petite fille et des grenouilles : "Je suis amoureuse d'un crapaud." (I'm in Love with a Big, Blue Frog.)
  - Discussion entre Kermit et Paul Williams sur la petite taille de Paul.
  - Fozzie : « Je suis un poteau télégraphique » (2).
  - Sketch entre Paul Williams et le monstre Beautiful Day Monster : « Vous n'auriez pas un peu moins cher ? ».
  - Les Maisons (Talking Houses).
  - Wayne et Wanda (10 secondes).
  - Intermède entre Joel Grey et Gonzo.
  - Flash d'information muppet.
  - Fozzie : « Je suis un poteau télégraphique » (3).
  - Sketch de Fozzie et Scooter sur le poteau télégraphique.
  - Chanson de Paul Williams : Sad Song.

## Épisode 9: Charles Aznavour
- Personnalité invitée : Charles Aznavour (auteur-compositeur-interprète franco-arménien, 1924-2018).
- Date de première diffusion : 15 janvier 1977.
- Liste des séquences : 
  - Dans les coulisses : Scooter devient l'impresario de Gonzo.
  - Chanson : « Je suis jolie », d'après I Feel Pretty dans West Side Story. Une jolie femme, qui s'apprête pour un rendez-vous amoureux devant son miroir, devient peu à peu un monstre au fur et à mesure qu'elle se maquille.
  - Charles Aznavour danse avec Mildred Huxtetter et chante : The Old Fashioned Way. (Version anglaise des Plaisirs démodés.)
  - Les vétérinaires à l'hôpital.
  - Charles Aznavour et le pain français parlant (devenu "pain de campagne" dans la version française).
  - Sur la piste de danse. Couple insolite : un rat et une banane.
  - Chanson : Does Your Chewing Gum Lose Its Flavour (On the Bedpost Overnight?)
  - Bavardage entre Charles Aznavour, Kermit et Miss Piggy : « La langue française, langue de l'amour ».
  - Grand débat muppet avec Kermit, Gonzo, Sam l'aigle, Hilda l'habilleuse et Mildred Huxtetter : « Quel est le rôle de l'homme dans l'univers ? ».
  - Les calembours de Fozzie, moqués par Statler et Waldorf, les deux vieillards du balcon.
  - Charles Aznavour chante : Inchworm.

## Épisode 10: Harvey Korman
- Personnalité invitée : Harvey Korman (acteur, réalisateur et producteur américain, 1927-2008).
- Date de première diffusion :
- Harvey Korman termine l'émission déguisé en poulet géant.
- Liste des séquences :
- Le docteur Dent et son groupe interprètent "Love Ya to Death".
- Kermit interviewe Animal le batteur fou.
- Les maisons parlantes.
- Harvey Korman exécute un numéro de dressage et de danse avec le gros monstre bleu Thog.
- Débat avec Harvey Korman et les Muppets : Quel est la signification de la vie ?
- Sur la piste de danse.
- En coulisses : conversation sur l'écologie entre Harvey Korman, Rowlf et Muppy.
- Le docteur Dent et son groupe interprètent "Sweet Tooth Jam".
- Conversation entre Kermit et Harvey Korman, qui se plaint d'être la seule personne en chair et en os au Muppet Show. Dès lors, les Muppets le déguisent en poulet géant.
- Les vétérinaires à l'hôpital.
- Wayne et Wanda chantent "I Get a Kick Out of You".
- Le coq T.R. met ses poules en rang. Parmi elles, se trouve... Harvey Korman, toujours déguisé en poulet.
- Fozzie demande la collaboration de Kermit pour son numéro.
- Flash d'information : un boxeur (Harvey Korman) boxe contre lui-même.
- Robin, le neveu de Kermit, interprète "Halfway Down the Stairs" assis au milieu d'un escalier.

## Épisode 11: Lena Horne
- Personnalité invitée : Lena Horne (chanteuse de jazz et actrice américaine, 1917-2010).
- Date de première diffusion :
- Kermit annule le numéro de chant de Miss Piggy pour qu'elle n'ait pas l'air ridicule face à Lena Horne. Piggy s'imagine d'abord qu'il a pris cette difficile décision pour éviter que Lena ne souffre de la comparaison.
- Liste des séquences :
- "Rag Mop" avec Georges le concierge et ses balais chanteurs.
- Lena Horne chante "I Got a Name" sur un quai de gare, accompagnée par un chœur de Muppets.
- Flash d'information.
- Sur la piste de danse.
- Rowlf et Zoot le saxophoniste interprètent le thème de Love Story (qui fait pleurer Rowlf).
- Conversation entre Lena Horne, Kermit et Fozzie.
- .Le chef suédois : les spaghettis étrangleurs.
- Gonzo rate à nouveau son numéro, et va se faire consoler par Lena Horne, qui lui chante "I'm Glad There Is You".
- Fozzie fait de la pantomime.
- Intermède entre Lena Horne, Hilda et Animal.
- Lena Horne chante "Sing" avec les Muppets.

## Épisode 12: Peter Ustinov
- Personnalité invitée : Peter Ustinov (écrivain, comédien et metteur en scène de théâtre et de cinéma britannique, 1921-2004).
- Date de première diffusion :
- Miss Piggy, Fozzie, Hilda et Scooter clament leur admiration pour Peter Ustinov, ce qui rend Kermit plutôt jaloux.
- Liste des séquences :
- Pizzicato, séquence musicale.
- Le docteur Bunsen, du laboratoire Muppet, teste un robot politicien. Le robot est interprété par Peter Ustinov.
- Sur la piste de danse.
- Conférence loufoque par Peter Ustinov et Fozzie.
- Miss Piggy, Fozzie et un chœur de Muppets interprètent "(Hey Won't You Play) Another Somebody Done Somebody Wrong Song", accompagnés par Rowlf au piano.
- "You Do Something to Me", chanson et métamorphoses, avec le sorcier Svengali et son assistante.
- Flash d'information : découverte d'un remède contre le rhume banal, avec un médecin interprété par Peter Ustinov.
- Wayne et Wanda chantent "Autumn lives".
- Débat sur la psychiatrie, avec Kermit, Miss Piggy, Cynthia et Peter Ustinov.
- Kermit chante "Be'in Green" ("J'en ai assez d'être vert").

## Épisode 13: Bruce Forsyth
- Personnalité invitée : Bruce Forsyth (comédien et présentateur de télévision britannique, 1928-2017).
- Date de première diffusion : 4 décembre 1976
- Fozzie a décidé de clouer le bec aux deux vieillards du balcon, Statler et Waldorf, qui le bafouent toujours.
- Liste des séquences :
- Les Snerfs, étranges monstres, dansent sur l'air de "In a Little Spanish Town."
- En coulisses, Kermit discute avec un canard. Fozzie prétend pouvoir envoyer des réparties cinglantes et définitives à Statler et Waldorf.
- Bruce Forsyth chante "All I Need Is the Girl", avant d'être interrompu par les "Gawky Birds" (oiseaux géants du Muppet Show).
- Sur la piste de danse.
- Chanson : "I'm My Own Grandpaw". ("Je suis mon grand-père.")
- Kermit et Bruce Forsyth échangent des animaux (parmi lesquels le canard avec qui Kermit conversait en coulisses).
- Wayne et Wanda chantent "Trees".
- Fozzie triomphe enfin de Statler et Waldorf, avec l'aide de Bruce Forsyth. A la fin du numéro, Bruce et Fozzie chantent "Side by Side".
- Les vétérinaires à l'hôpital : le Docteur Bob opère le canard.
- Bruce Forsyth, au piano, et Miss Piggy chantent "Let There Be Love", accompagnés par un chœur de cochons.

## Épisode 14: Sandy Duncan
- Personnalité invitée : Sandy Duncan (actrice américaine, 1946-…)
- Date de première diffusion :
- Kermit est le seul à n'avoir jamais entendu parler du "célèbre" sketch de la banane.
- Liste des séquences :
- Sandy Duncan chante "A Nice Girl Like Me", avec les monstres.
- Le chef suédois fait des beignets.
- Monologue de Fozzie : le sketch de la banane.
- Sur la piste de danse.
- Sandy Duncan console le monstre Sweetums, qui se trouve très laid.
- Gonzo chante "Nobody", accompagné par Rowlf au piano.
- Chanson : "Never Smile at a Crocodile", avec une jeune fille, un crocodile et des grenouilles.
- Conversation entre Sandy Duncan, Kermit et Fozzie à propos du sketch de la banane.
- Flash d'information : record du saut sur place.
- Les vétérinaires à l'hôpital.
- Sandy Duncan chante "Try to Remember".

## Épisode 15: Candice Bergen
- Personnalité invitée : Candice Bergen (actrice et photographe, 1946-...)
- Date de première diffusion :
- En coulisses, Fozzie fait des blagues idiotes à Kermit.
- Liste des séquences :
- Miss Piggy chante "What Now my Love", harcelée par trois monstres.
- Chanson : "Put Another Log on the Fire", avec Candice Bergen et des paysans.
- Sur la piste de danse.
- Débat : "Les voyages enrichissent-ils l'esprit ?" avec Kermit, Candice Bergen, Sam l'aigle, Miss Piggy et Mildred Huxtetter.
- Rowlf chante "It's Now Where You Start".
- Candice Bergen prend des photos de Kermit. Le gros monstre Sweetums survient et mange l'appareil photo de Candice.
- Le chef suédois : sauce épicée.
- Chanson : "Look at That Face". Candice Bergen sert de modèle dans une académie de peinture.
- Les vétérinaires à l'hôpital.
- Candice Bergen chante "Friends" avec les Muppets.

## Épisode 16: Avery Schreiber
- Personnalité invitée : Avery Schreiber (acteur, 1935-2002)
- Date de première diffusion :
- Miss Piggy veut rendre Kermit jaloux en lui faisant croire qu'elle a une aventure amoureuse avec l'invité, Avery Schreiber.
- Liste des séquences :
- Le Docteur Dent et son groupe interprètent "Tenderly".
- Sir Avery of Macho (Avery Schreiber) combat le monstre Sweetums. Combat commenté par Kermit.
- Laboratoire Muppet : le détecteur de gorilles.
- Sketch muet avec Avery Schreiber, Fozzie et Rowlf.
- Sur la piste de danse.
- Rowlf, Baskerville Hound, Muppy et le chat Gatgut chantent "May You Always" devant une photo de Lassie.
- Conversation entre Kermit et Avery Schreiber, interrompue par Miss Piggy, qui fait une scène de séduction à Avery pour exciter la jalousie de Kermit.
- Wayne et Wanda chantent "Some Enchanted Evening". Wayne se fait avaler par le monstre glouton Gorgon Heap.
- Les vétérinaires à l'hôpital : le docteur Bob opère une poule.
- Fozzie et Avery Schreiber font le gag de la banane dans l'oreille.
- Flash d'information : "Il n'y a pas de dernières nouvelles."
- Avery Schreiber joue "Make a Song" entouré de créatures bizarres.

## Épisode 17: Ben Vereen
- Personnalité invitée : Ben Vereen (acteur, danseur et chanteur, 1946-...)
- Date de première diffusion :
- Fozzie se retrouve enfermé dans un cabinet de magicien, et Crazy Harry, le fou au détonateur, provoque de nombreuses explosions dans le théâtre.
- Liste des séquences :
- Les Muppets chantent "Jump Shout Boogie" avec la participation de Ben Vereen.
- Ben Vereen chante "Mr Cellophane".
- Flash d'information muppet.
- Sur la piste de danse.
- Rowlf joue la Lettre à Élise.
- Conversation entre Kermit et Ben Vereen, interrompue par une explosion de Crazy Harry.
- Les vétérinaires à l'hôpital : le docteur Bob opère Georges le concierge.
- Les maisons parlantes.
- Conversation entre Ben Vereen et Hilda, interrompue par une nouvelle explosion de Crazy Harry.
- Wayne et Wanda commencent à chanter "I'll Know ", mais, tout de suite, Wayne abandonne la chanson pour suivre une jolie fille.
- Fozzie fait son numéro, enfermé dans le cabinet de magicien.
- Ben Vereen chante "Pure Imagination", entouré de créatures étranges.

## Épisode 18: Phyllis Diller
- Personnalité invitée : Phyllis Diller (actrice, 1917-2012)
- Date de première diffusion :
- Hilda, la vieille habilleuse, veut se rajeunir.
- Liste des séquences :
- Fozzie essaie de présenter le show à la place de Kermit, mais la grenouille tire sur une corde et expédie l'ours dans une trappe.
- Trois hillbillies chantent "Mississipi Mug".
- Dialogue dans un bar entre Phyllis Diller et Rowlf.
- Flash d'information.
- Sur la piste de danse.
- Docteur Dent chante "Lazy Bones", accompagné par Floyd le guitariste et Zoot le saxophoniste.
- Fozzie demande conseil à Phyllis Diller pour ses numéros comiques.
- "Hugga Wugga" interprété par des créatures extraterrestres.
- Laboratoire muppet : le docteur Bunsen Honeydew expérimente le chapeau explosif, les protège-oreilles explosifs et la cravate autodestructrice.
- Intermède entre Gonzo et Phyllis Diller.
- Les vétérinaires à l'hôpital : le docteur Bob opère le pain parlant.
- Phyllis Diller joue "The Entertainer" au saxo avec l'orchestre Muppet.

## Épisode 19: Vincent Price
- Personnalité invitée : Vincent Price (acteur spécialisé dans les films d'épouvante, 1911-1993)
- Date de première diffusion :
- En l'honneur de Vincent Price, le show est consacré aux monstres et aux fantômes, avec notamment un monstre à trois têtes qui vient passer une audition en coulisses.
- Liste des séquences :
- Deux monstres, Behemoth et Shakey Sanchez, chantent "Under my Skin". Behemoth avale Shakey, qui chante à l'intérieur de son ventre.
- Le manoir de l'horreur, avec Vincent Price, Fozzie, Gonzo et l'effrayant Oncle Deadly.
- Wayne et Wanda chantent "Bewitched, bothered and bewildered." Après quelques secondes, Wanda se transforme brutalement en monstre.
- Débat sur la grande cuisine, avec Kermit, Vincent Price, un chef français et Gorgon Heap, le monstre boulimique, qui avale le cuisinier, puis engloutit Kermit.
- Fantômes, vampires et monstres sur la piste de danse.
- Trois fantômes chantent la chanson des Beatles, "I'm Looking Through You".
- Discussion entre Vincent Price et Kermit, qui s'exerce à une métamorphose en grenouille vampire.
- Flash d'information : les meubles se transforment en monstres.
- Intermède avec Vincent Price et le gros monstre Sweetums.
- Les maisons parlantes.
- Vincent Price, les monstres et les fantômes chantent "You've Got a Friend".

## Épisode 20: Valerie Harper
- Personnalité invitée : Valerie Harper (actrice, 1939-2019)
- Date de première diffusion :
- Statler vient en coulisses pour rencontrer Valérie Harper et lui offrir un arbuste africain. Georges le concierge a la mauvaise idée d'arroser l'arbuste, qui se met à pousser démesurément et à tout dévorer dans le théâtre.
- Liste des séquences :
- Valérie Harper chante "Broadway Baby".
- Le chef suédois : gâteau au chocolat.
- Flash d'information.
- Un poème de Rowlf : le papillon.
- Sur la piste de danse.
- Rowlf et Sam l'Aigle interprètent "Tit Willow".
- Floyd et deux espions cherchent une jeune fille dans les bois en chantant "Searchin".
- Valerie Harper dans sa loge, avec Hilda l'habilleuse, Bernie le lapin et Animal le batteur fou.
- Wayne et Wanda commencent à chanter "On a Clear Day", mais le brouillard les empêche de continuer.
- Flash d'information : le journaliste arrive, constate qu'il n'a rien à annoncer et s'en va.
- Valérie Harper chantent "Nobody Does It Like Me" avec le groupe muppet Clodhoppers.

## Épisode 21: Twiggy
- Personnalité invitée : Twiggy (mannequin, actrice et chanteuse, 1949-...)
- Date de première diffusion :
- En coulisses, les Muppets sont terrifiés par Oncle Deadly, le Fantôme du Muppet Show.
- Dans la version allemande de cet épisode, la chanteuse Mary Roos était également invitée.
- Liste des séquences :
- "Dance" avec des boas en plumes vivants.
- Twiggy chante "In My Life".
- Wayne et Wanda commencent à chanter "Let It Snow", mais sont interrompus par une chute de neige.
- Twiggy raconte à Muppy et Gonzo une histoire de A. A. Milne : "Le déjeuner du roi."
- Sur la piste de danse. Kermit est molesté par sa cavalière, une grosse dame qui l'envoie dans le lustre.
- Rowlf joue le Menuet en sol majeur.
- Fozzie et l'appareil Vendaface.
- Flash d'information.
- Twiggy chante "Ain't Nobody's Business But My Own" avec un fermier.

## Épisode 22: Ethel Merman
- Personnalité invitée : Ethel Merman (actrice et chanteuse, 1908-1984)
- Fozzie amène son imprésario pour renégocier son contrat.
- Date de première diffusion :
- Liste des séquences :
- Deux créatures bizarres dansent une java.
- Ethel Merman et les Muppets chantent un medley.
- Intermède avec Ethel Merman, Hilda et Animal.
- Une souris émerge d'une tasse de thé et chante "Don't Sugar Me" sur le balcon de Statler et Waldorf.
- Discussion entre Ethel Merman, Kermit et Miss Piggy.
- Les ombres chinoises du marionnettiste Richard Bradshaw.
- Fozzie fait son numéro. Le public s'en va.
- Ethel Merman et les Muppets chantent "There's No Business Like Show Business".

## Épisode 23: Kaye Ballard
- Personnalité invitée : Kaye Ballard (en) (actrice et chanteuse, 1925-2019)
- Date de première diffusion :
- Les musiciens de l'orchestre, lassés du générique musical, menacent de démissionner.
- Liste des séquences :
- Le "Country Trio" (marionnettes à l'effigie de Jim Henson, Frank Oz et Jerry Nelson) chante "In the Summertime".
- Kaye Ballard chante "Oh Babe What Would You Say" avec le gros monstre bleu Thog.
- Flash d'information : la plus longue phrase de tous les temps.
- Sur la piste de danse.
- Le vieux hillbilly chante "Life Gets Teejus Don't It".
- Discussion entre Kaye Ballard, Kermit et Animal, à propos du thème musical du Muppet Show. Animal s'en prend physiquement et violemment à Kermit.
- Sketch : le coiffeur.
- L'appareil Vendaface "arrange" le physique des Muppets.
- L'orchestre joue "One Note Samba". L'interprétation est l'occasion d'une rivalité musicale entre Kaye Ballard et Miss Piggy.

## Épisode 24: Mummenschanz
- Personnalité invitée : Mummenschanz (compagnie suisse de théâtre et de mime)
- Date de première diffusion :
- Gonzo tombe amoureux de Miss Piggy.
- Liste des séquences :
- Scooter et Floyd chantent "Mister Bassman", accompagnés par le Docteur Dent et son groupe.
- Sketch muet des Mummenschanz.
- Le Beau Danube bleu, interprété par les Muppets dans une bibliothèque.
- Mimes des Mummenschanz.
- Sur la piste de danse.
- Séquence sous-marine : une anguille chante "When I'm Not Near the Fish I Love."
- Kermit essaie, sans aucun succès, de faire parler les Mummenschanz.
- Wayne et Wanda chantent "It's Only a Paper Moon", et la lune en papier tombe du ciel sur la tête de Wayne.
- L'appareil Vandaface "rectifie" le physique de Statler.
- Flash d'information : l'homme le plus âgé du monde.
- Sketch muet des Mummenschanz.